# 瑞芳交流道
瑞芳交流道位於臺灣新北市瑞芳區，為台62線指標16公里處的交流道，有兩套東出西入匝道，交流道型式為雙半套Y型，分別在2004年11月10日與2009年10月8日通車，分別連結台2丁線、市道102號與北123線，可通往新北市瑞芳區、基隆市中正區八斗子與國立海洋科技博物館。
|            | 16A 瑞芳 |        | 瑞芳 |
| 16B 八斗子 |          | 八斗子 |      |
| 16B 八斗子 | 海科館   |        |      |

## 周邊設施與景點
- 瑞芳車站
- 八斗子
- 海科館車站
- 國立海洋科技博物館
- 八斗子車站

## 外部連結
- 台62線瑞芳交流道示意圖 （页面存档备份，存于）（交通部公路總局）